# Duinsnavelmos
Duinsnavelmos (Rhynchostegium megapolitanum) is een mossoort uit de dikkopmosfamilie (Brachytheciaceae).

## Determinatie
De sporenkapsel heeft een langgesnaveld dekseltje, de seta is glad en de bladnerf loopt tot de helft van het blad.

## Ecologie
Duinsnavelmos groeit op eutrofe, zandige grond in open bosjes, struweel of grazige hellingen, voor zover deze niet te kalkarm is. Het komt voornamelijk voor aan de kust en het meest voorkomend op kalkzand in en nabij zandduingebieden, in onbeschaduwd of licht beschaduwd grasland of op oevers, op vrij doorlatende plaatsen, maar vermijd droge plaatsen.

## Verspreiding
In Nederland is duinsnavelmos vrij zeldzaam. Het staat niet op de rode lijst en is niet bedreigd. De soort is algemeen in de kalkrijke duinen, maar komt ook voor op de Waddeneilanden (hier vooral op noordhellingen) alsmede op rivierduinen en dijken of ruderale plekken. Buiten de kalkrijke duinen wordt er meestal niet gericht op gelet en is de verspreiding wellicht onderschat. Uit intensievere inventarisaties blijkt dat de soort ook verspreid op de hogere zandgronden, in poldergebieden en in stedelijke omgeving gevonden kan worden. 